# 王道 (元朝)
王道，字之问，元朝官员，先世京兆终南人，后迁居潍州北海县。
至元初年，身为布衣上书，请设置执法官则吏畏政肃。至元六年（1269年），建御史台，辟为掾史，王道为耻，称病而去。窦杰推荐为东宫讲书。
至元十三年（1276年），元朝平南宋，王道担任福建行省左右司郎中。宋朝宗室赵元章等六十三家，被人诬告勾结山贼，行省想要尽杀，王道说：“宋之宗室累诏恩恤，今以暧昧挐戮，伤国家好生之德。”于是获免。陈吊眼据漳州反元，招讨使逃走，行省以失守罪将要斩杀。王道认为招讨使是三品大吏，有罪当禀命朝廷，不可擅杀。行省派遣兵士威胁他不签字，当一起牵连。王道于是穿朝服，望宫殿的方向再拜，说：省臣眼中没有朝廷，我宁死不签字。”招讨使最终减死论。民间画王道像祭祀他。
至元二十四年（1287年），授泉州路总管。安溪张大老、方德龙聚畲洞为患三十年。王道至，不到一月擒首领二十余人，余党尽散。被百姓歌颂。在官任上去世。